# 里沃德日耶
里沃德日耶（法語：Rive-de-Gier，法語發音：[ʁiv də ʒje]），法国东南部城市，奥弗涅-罗讷-阿尔卑斯大区卢瓦尔省的一个市镇，隶属于圣艾蒂安区，其市镇面积为7.33平方公里，2022年1月1日时人口数量为15,457人，是该省人口第六多的市镇，在法国城市中排名第637位。
里沃德日耶位于卢瓦尔省东南部，日耶河畔，圣艾蒂安和里昂的中点附近，是一个区域性的中心城市，亦是圣艾蒂安都会区的组成部分。里沃德日耶在近现代因玻璃生产及煤炭和金属加工而兴盛，当地有大量工业遗产建筑。

## 地名来源
“里沃德日耶”一名的现代法语直译为“日耶河岸”（rive de Gier），但该名称的具体含义尚有待考证：“rive”为“河岸”的单数形式，但事实上里沃德日耶的镇中心横跨日耶河两岸；此外，19世纪初阿皮坦语诗人在其著作中常以“Var de Gi”来指代此地，法兰克-普罗旺斯语单词“Var”对应法语单词“Val”，意为“河谷”而并非“河岸”。

## 历史

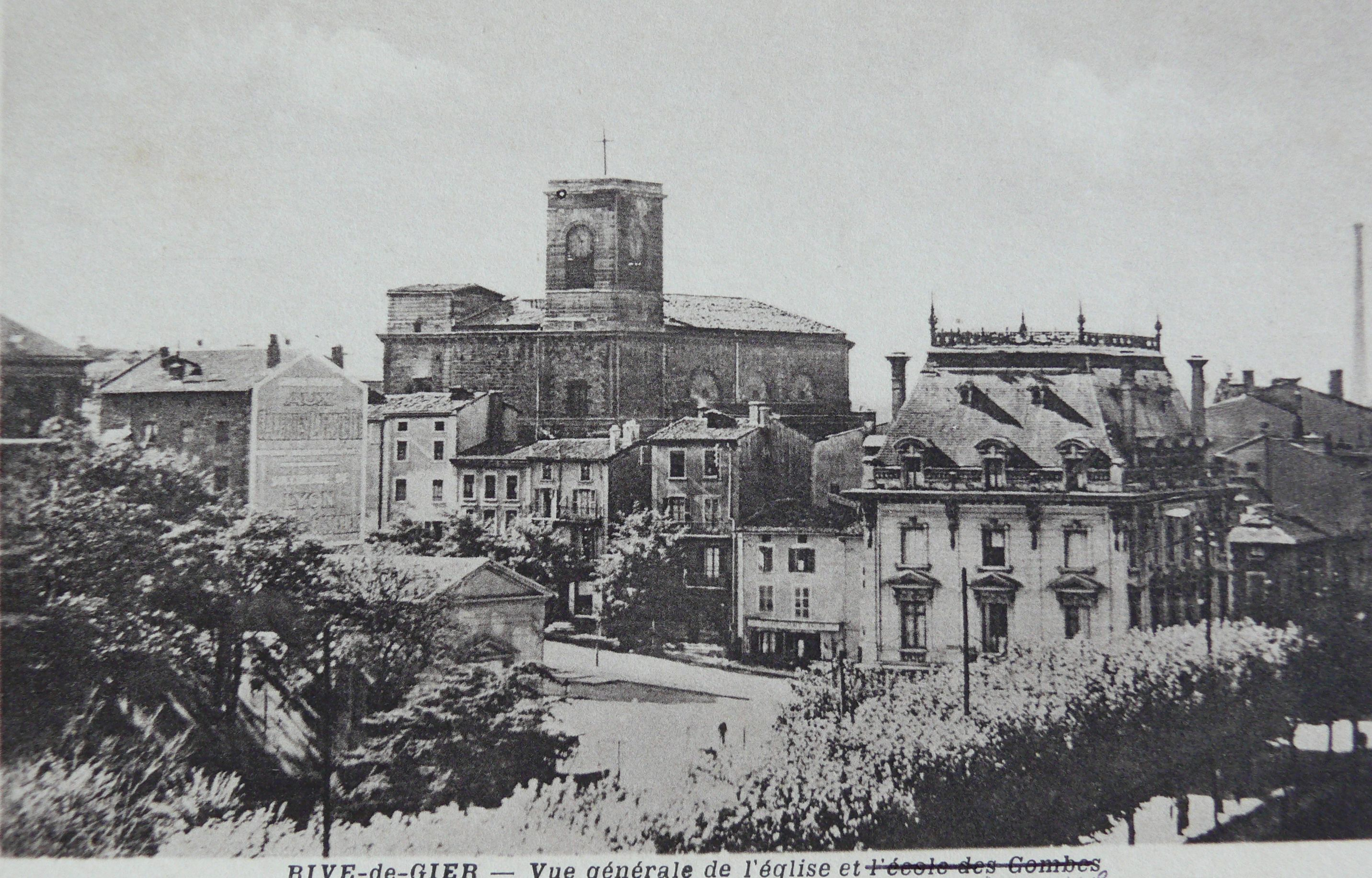
20世纪初的里沃德日耶圣母教堂

古典时期，里沃德日耶所处区域为阿洛布罗基和塞古西亚维两个部落的交界地带。中世纪时，里沃德日耶长期为雅雷地区的一处普通村落，18世纪时因煤炭开采而逐渐形成聚落，同时当地还出现了两处大型玻璃制造作坊。连接罗讷河和卢瓦尔河的人工运河由此通过，于1779年建成。法国大革命后，里沃德日耶成为罗讷-卢瓦尔省的一个市镇，后该省一分为二，里沃德日耶被划入卢瓦尔省。工业革命期间，途径里沃德日耶并纵贯法国中东部地区的莫雷－里昂铁路建成运行，当地的首个公立医院于1827年建成。里沃德日耶矿务总局（Compagnie Générale des Mines de Rive-de-Gier）于1837年成立，后发展扩大成为卢瓦尔省矿务总局，并于1840年迁至圣艾蒂安。19世纪末，里沃德日耶已形成了煤矿开采、玻璃制造及金属加工三个支柱产业，成为一座综合性的工业城市。第二次世界大战期间，里沃德日耶出现了多个抵抗运动组织。二战后，受到国际竞争及能源危机的影响，里沃德日耶的工业逐渐衰落，当地最后一家玻璃厂“迪拉莱克斯”（Duralex）于2006年关闭，其部分建筑被改为工业艺术博物馆。

## 地理

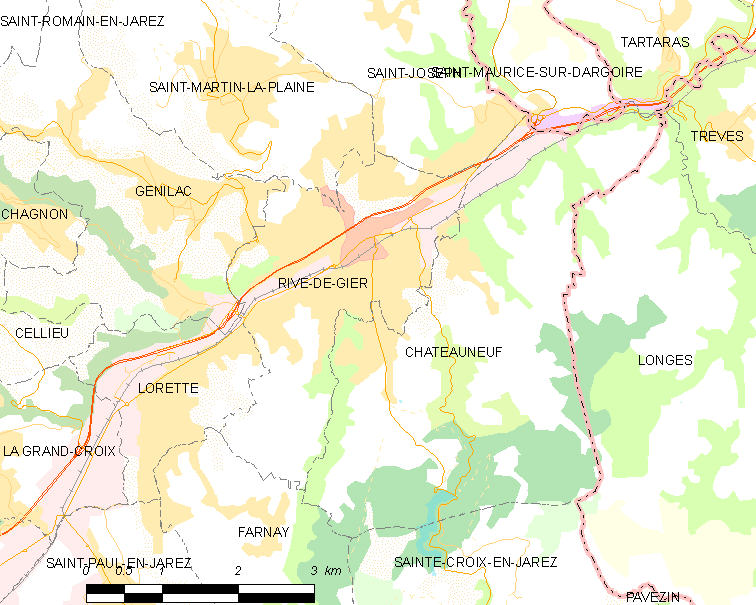
里沃德日耶市镇范围地图

里沃德日耶位于法国东南部，奥弗涅-罗讷-阿尔卑斯大区中部偏西和卢瓦尔省东南部，距离省会圣艾蒂安大约24公里。与里沃德日耶接壤的市镇包括：圣马丹拉普莱讷、沙托讷夫、法尔奈、洛雷特、热尼拉克、圣约瑟夫、沙巴尼耶尔。

### 地形
里沃德日耶位于日耶河谷腹地，境内以丘陵为主，市镇中心地势较为平坦，南北两侧为山地，全境海拔在227到394米之间。

### 水文
日耶河自西南向东北流经境内，该河是罗讷河的一条右岸支流，后者为法国五大河流之一。日耶河在里沃德日耶境内的河段水流较小，大部分河段被人工建筑物覆盖。

### 植被
里沃德日耶属于温带阔叶混交林区，林地主要分布于坡地地区。
在鲜花城市的评比中，里沃德日耶被评为2星级鲜花城市。

### 气候
里沃德日耶在柯本气候分类法中属于温带海洋性气候，因海拔较高，地形封闭，当地气候带有一定的山地特征。
距离里沃德日耶最近的气象站位于塞略境内，以下为该气象站的数据（其中日照数据取自布泰翁）：
| 塞略1981年－2019年  | 塞略1981年－2019年 | 塞略1981年－2019年 | 塞略1981年－2019年 | 塞略1981年－2019年 | 塞略1981年－2019年 | 塞略1981年－2019年 | 塞略1981年－2019年 | 塞略1981年－2019年 | 塞略1981年－2019年 | 塞略1981年－2019年 | 塞略1981年－2019年 | 塞略1981年－2019年 | 塞略1981年－2019年 |
| 月份                | 1月                | 2月                | 3月                | 4月                | 5月                | 6月                | 7月                | 8月                | 9月                | 10月               | 11月               | 12月               | 全年               |
| ------------------- | ------------------ | ------------------ | ------------------ | ------------------ | ------------------ | ------------------ | ------------------ | ------------------ | ------------------ | ------------------ | ------------------ | ------------------ | ------------------ |
| 历史最高温 °C（°F） | 19.3 (66.7)        | 20.2 (68.4)        | 25.3 (77.5)        | 28.3 (82.9)        | 32.6 (90.7)        | 35.9 (96.6)        | 39.4 (102.9)       | 39.2 (102.6)       | 33.1 (91.6)        | 27.7 (81.9)        | 23.1 (73.6)        | 19.5 (67.1)        | 39.4 (102.9)       |
| 平均高温 °C（°F）   | 6.5 (43.7)         | 8.4 (47.1)         | 12.6 (54.7)        | 16 (61)            | 20.7 (69.3)        | 24.7 (76.5)        | 26.5 (79.7)        | 26.2 (79.2)        | 21.7 (71.1)        | 17.1 (62.8)        | 10.6 (51.1)        | 6.8 (44.2)         | 16.5 (61.7)        |
| 日均气温 °C（°F）   | 3.4 (38.1)         | 4.8 (40.6)         | 8.2 (46.8)         | 11.2 (52.2)        | 15.6 (60.1)        | 19.2 (66.6)        | 20.9 (69.6)        | 20.8 (69.4)        | 16.7 (62.1)        | 12.9 (55.2)        | 7.2 (45.0)         | 3.8 (38.8)         | 12.1 (53.8)        |
| 平均低温 °C（°F）   | 0.2 (32.4)         | 1.2 (34.2)         | 3.8 (38.8)         | 6.3 (43.3)         | 10.5 (50.9)        | 13.8 (56.8)        | 15.3 (59.5)        | 15.3 (59.5)        | 11.7 (53.1)        | 8.6 (47.5)         | 3.8 (38.8)         | 0.8 (33.4)         | 7.6 (45.7)         |
| 历史最低温 °C（°F） | −10.4 (13.3)       | −13.1 (8.4)        | −11 (12)           | −4.1 (24.6)        | 1.8 (35.2)         | 5.4 (41.7)         | 7.9 (46.2)         | 7.4 (45.3)         | 3.5 (38.3)         | −3.1 (26.4)        | −8.6 (16.5)        | −11.1 (12.0)       | −13.1 (8.4)        |
| 平均降水量 mm（）   | 32.3 (1.27)        | 32.1 (1.26)        | 36.5 (1.44)        | 47.7 (1.88)        | 63.8 (2.51)        | 66.5 (2.62)        | 64 (2.5)           | 70 (2.8)           | 61.9 (2.44)        | 69.7 (2.74)        | 74.7 (2.94)        | 43.6 (1.72)        | 662.8 (26.09)      |
| 月均日照時數        | 85.6               | 108.8              | 159.3              | 182.4              | 212.9              | 239.5              | 273.1              | 251.4              | 187.3              | 133.5              | 83.5               | 67.9               | 1,985.2            |
| 来源：infoclimat.fr |                    |                    |                    |                    |                    |                    |                    |                    |                    |                    |                    |                    |                    |

## 行政区划
里沃德日耶是法国奥弗涅-罗讷-阿尔卑斯大区卢瓦尔省的一个市镇，编号为42186。里沃德日耶隶属于圣艾蒂安区和卢瓦尔省第三选区，管理里沃德日耶县，同时也是圣艾蒂安都会区的组成部分。
里沃德日耶的“市中心”（Centre Ville）和“大桥”（Grand Pont）两个街区实行街区自治制度。
法国国家统计与经济研究所（简称）在进行数据统计时，将里沃德日耶及相邻的另外15个市镇设为圣沙蒙城市区。自2011年起，该城市区整体被并划入圣艾蒂安城市区。自2020年起，圣艾蒂安城市区被包含105个市镇的圣艾蒂安城市辐射区代替。此外，还将里沃德日耶市镇分为了6个“块区”（IRIS），以便于统计人口分布情况。

## 交通

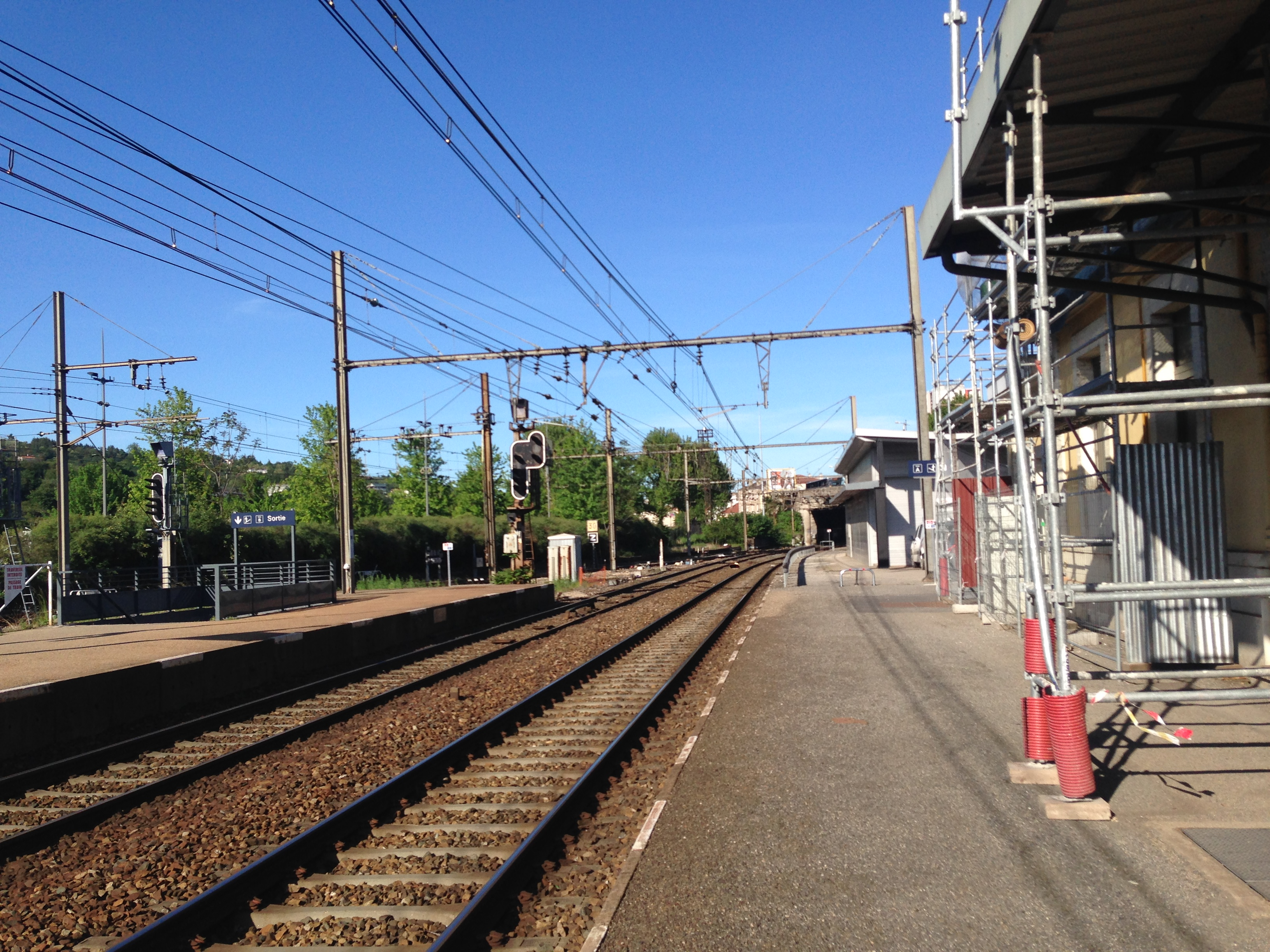
里沃德日耶火车站的站台

### 公路
A47高速公路横穿里沃德日耶，通过11和12号出入口连接市区；此外多条卢瓦尔省省道在里沃德日耶境内交汇。
2017年，68.4%的里沃德日耶家庭拥有至少一辆私人汽车。2019年，里沃德日耶境内共发生各类交通事故11起，造成16人受伤。

### 铁路
里沃德日耶位于莫雷－里昂铁路上。里沃德日耶站位于市区西部，停靠往返于里昂和圣艾蒂安一线的区域列车。

### 航空
距离里沃德日耶最近的民用航空站为里昂圣埃克絮佩里机场，距离里沃德日耶市中心的公路里程约49公里。

### 城市公共交通
里沃德日耶是圣艾蒂安城市公共交通（商业名称为）的服务范围，后者是圣艾蒂安都会区的城市公共交通系统。截至2021年8月，该系统共包括数十条公交线路，其中M5线和46路、47路及57路经过里沃德日耶市区。

## 政治

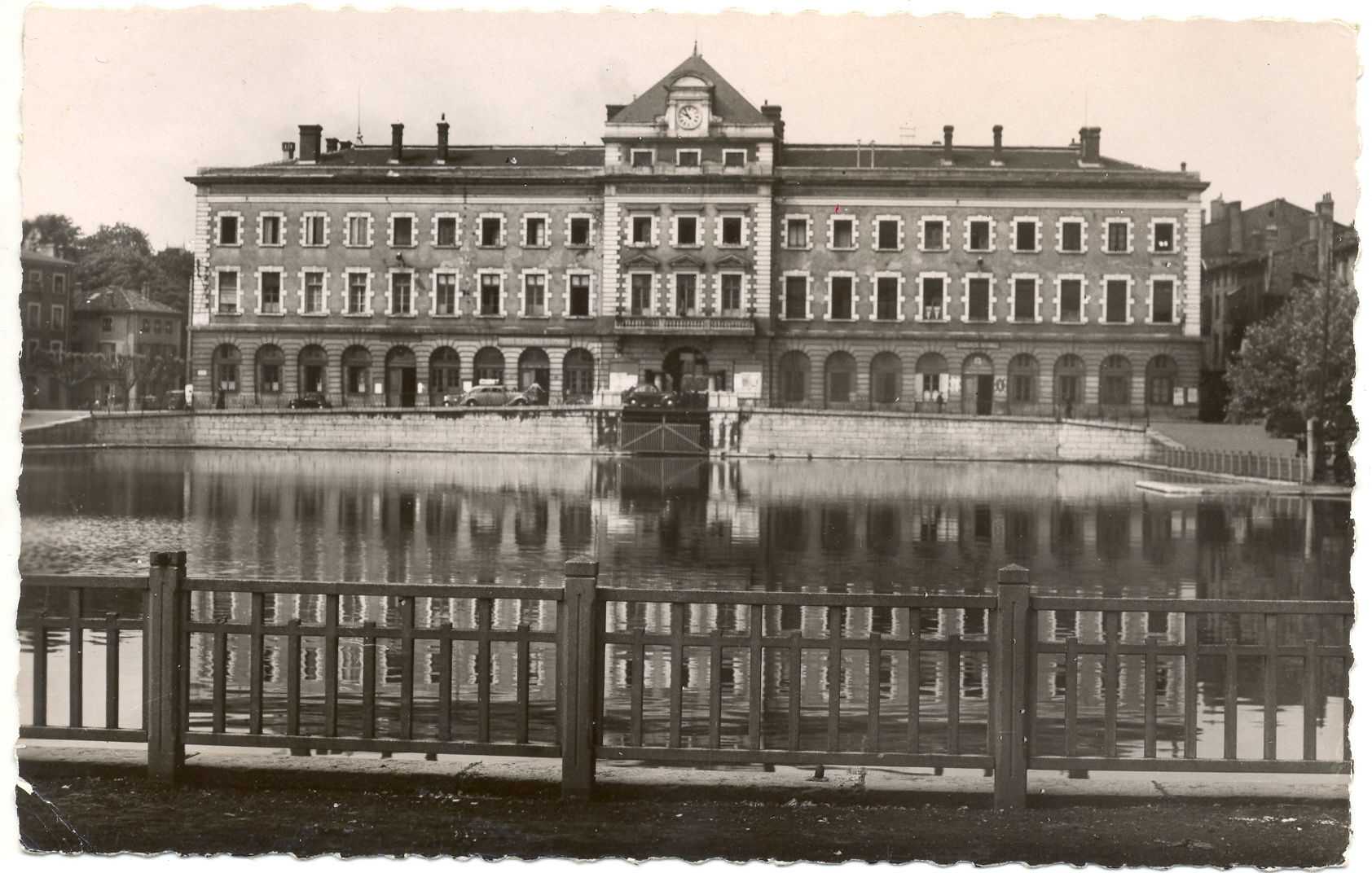
里沃德日耶市政厅

里沃德日耶的现任市长为樊尚·博尼先生（Vincent Bony），他是法国共产党的一名成员，在2020年的市政选举中获得了44.63%的支持率。
在2017年的法国总统大选中，法国第25任总统埃马纽埃尔·马克龙在里沃德日耶获得了61.32%的支持率。
| 里沃德日耶历届市长 |                                      |                                            |
| 任期               | 市长                                 | 党派                                       |
| 1944年－1946年     | Claude Drivon 克洛德·德里翁          | 不详                                       |
| 1946年－1953年     | Eugène Condamin 欧仁·孔达曼          | 不详                                       |
| 1953年－1977年     | Emile Hémain 埃米尔·埃曼             | CNIP全国独立人士与农民中心                 |
| 1977年－1995年     | André Géry 安德烈·热里               | PCF法国共产党                              |
| 1995年－2020年     | Jean-Claude Charvin 让-克洛德·沙尔万 | RPR保衛共和聯盟 →UMP人民运动联盟 →LR共和黨 |
| 2020年－           | Vincent Bony 樊尚·博尼               | PCF法国共产党                              |

## 人口
2018年，里沃德日耶市镇人口数量为15,105，在法国排名第637位。其中男性7,144人，女性8,040人，75岁及以上人口占9.0%，外籍人口数量为2,958人，人口密度为2,061人/平方公里，当地居民被称为（男性）或（女性）。2019年，里沃德日耶境内出生233人，死亡人口142人。
| 年份   | 1936   | 1946   | 1954   | 1962   | 1968   | 1975   | 1982   | 1990   | 1999   | 2006   | 2011   | 2016   | 2018   |
| ------ | ------ | ------ | ------ | ------ | ------ | ------ | ------ | ------ | ------ | ------ | ------ | ------ | ------ |
| 人口數 | 14,483 | 13,931 | 15,118 | 16,565 | 16,855 | 17,706 | 15,806 | 15,623 | 14,383 | 14,678 | 14,709 | 15,156 | 15,105 |

## 经济
截止2021年8月，里沃德日耶共有各类用人单位（包含自雇）1,587家，平均历史为14年，其中99.66%为中小型企业（PME）。（零售）、（建筑装修）及（快餐）是当地2019年营业额最高的三个企业，分别为26,516,760欧元、8,641,913欧元和4,289,026欧元。

## 财政收入
2019年，里沃德日耶的财政收入总额为18,750,300欧元，财政支出总额为16,566,400欧元，当年的债务总额为11,236,100欧元。2020年，里沃德日耶共获得5,972,407欧元的国家财政补助，比上一年增加了0.01%。
2017年，里沃德日耶的人均月收入总额为1,946欧元，其中高级职员为3,307欧元，低于法国平均水平（4,214欧元）；中级职员为2,199欧元，低于法国平均水平（2,353欧元）；普通职员为1,614欧元，亦低于法国平均水平（1,690欧元）。
2017年，里沃德日耶境内的青壮年（15至64岁）失业率为19.5%，当地39.3%的家庭拥有纳税资格，平均纳税1,517欧元，低于法国平均水平（3,888欧元）。

## 社会事务

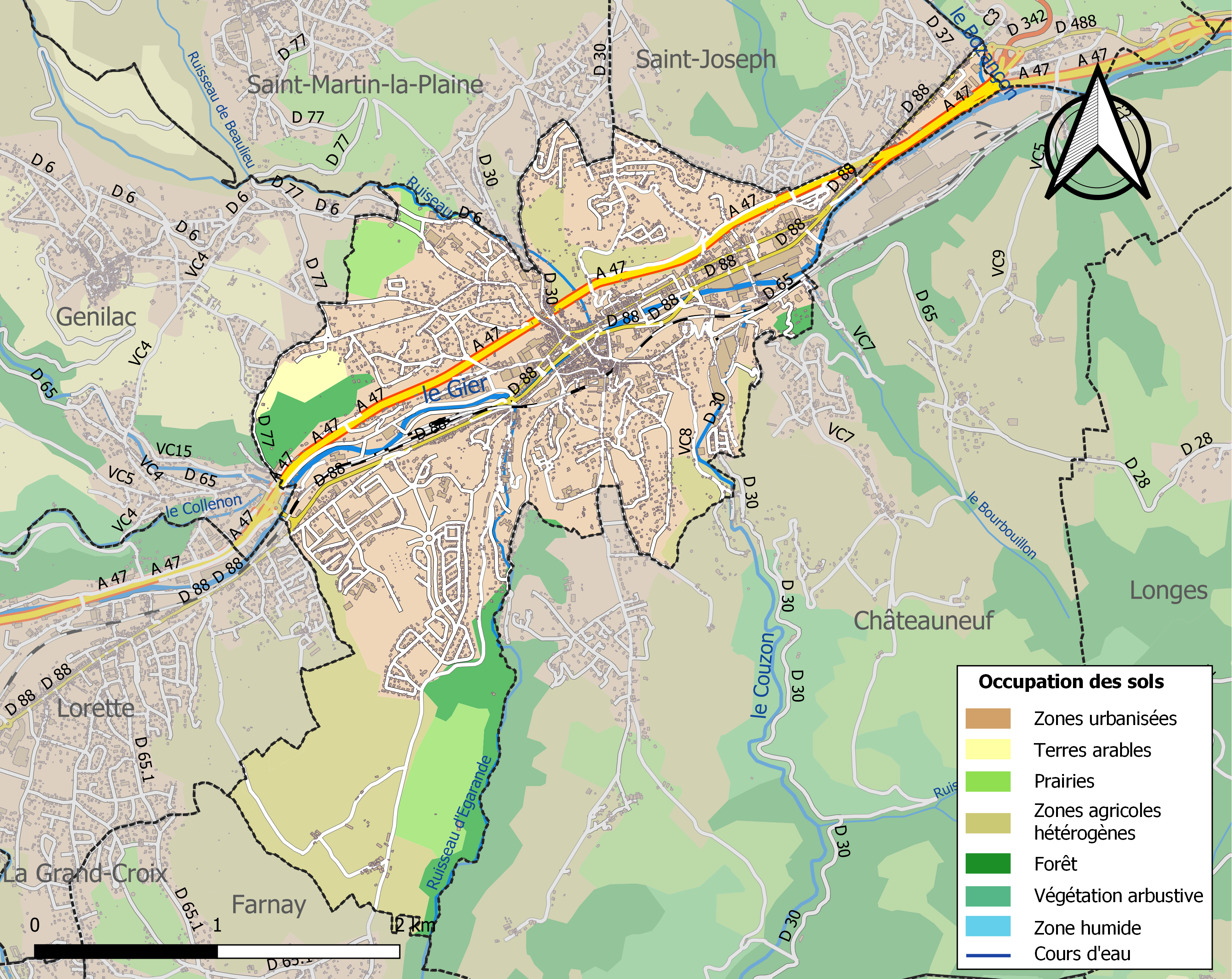
里沃德日耶土地利用情况地图

### 教育
里沃德日耶属于里昂学区。截止2019年1月1日，里沃德日耶境内共有3所幼儿园、6所小学、3所初级中学、1所普通高中和2所职业高中。2018至2019学年度，里沃德日耶境内共有在校中等教育阶段学生2,556名。

### 医疗
截止2019年1月1日，里沃德日耶境内共有全科医生17名、保健师16名、牙医11名、护士39名、皮肤科医生1名和助产士2名。境内共有药房7家、养老院2家。
里沃德日耶是“圣沙蒙中心医院”（Centre Hospitalier de Saint-Chamond）的服务范围，后者是法国的一个区域性医疗机构，其主病区位于圣沙蒙，在里沃德日耶市区亦设有一处包含75个床位的“马雷尔医院”（Hôpital Marrel）。

### 住房
2017年，里沃德日耶境内共有各类住房7,279套，其中33%为独立式居民区，66.9%为集中式居民区。常住房屋占里沃德日耶市镇范围内居民建筑总量的87%。
在住房保障政策方面，2017年，里沃德日耶境内共有2,099户家庭获得了住房经济补助，受益人数占总人口数量的13.8%，其中1,899份为房租补助。

### 商业
2019年，里沃德日耶境内共有各类实体商铺401家，其中餐厅46家、大型超市4家、杂货店7家、面包房20家、肉铺8家、书店5家、装饰品店3家、银行门店11家、美容美发店31家、汽车维修店29家。市中心建有一家家乐福大型购物超市。

### 体育
2019年，里沃德日耶境内共有4间体育馆、1座综合体育场、8处网球场、1处足球或橄榄球场以及3处篮球或排球场。
截至2021年8月，里沃德日耶境内共有两支注册足球俱乐部：里沃德日耶人竞技俱乐部（Athletic Club Ripagerien）和拉绍米耶尔体育联盟（Association Sportive la Chaumière），2021至2022赛季均参加奥弗涅-罗讷-阿尔卑斯大区足球联赛。

### 环境
里沃德日耶的环境事务由其所属的公共社区负责。2019年，里沃德日耶境内共有5家污染企业。

### 治安
2019年，里沃德日耶市镇范围内有1处派出所。
2014年，里沃德日耶及附近地区共发生各类案件4,210起，其中盗窃类案件2,903起，经济类案件408起，毒品交易类案件160起。

## 文化
2019年，里沃德日耶境内共有1家电影院和1家音乐厅。里沃德日耶市政府提供多媒体中心，向公众全年开放。

### 建筑
里沃德日耶境内有多处历史建筑，大部分为工业革命时期兴建的工厂及其附属设施，部分建筑被开辟为艺术博物馆，亦有部分建筑被拍卖成为私人财产。

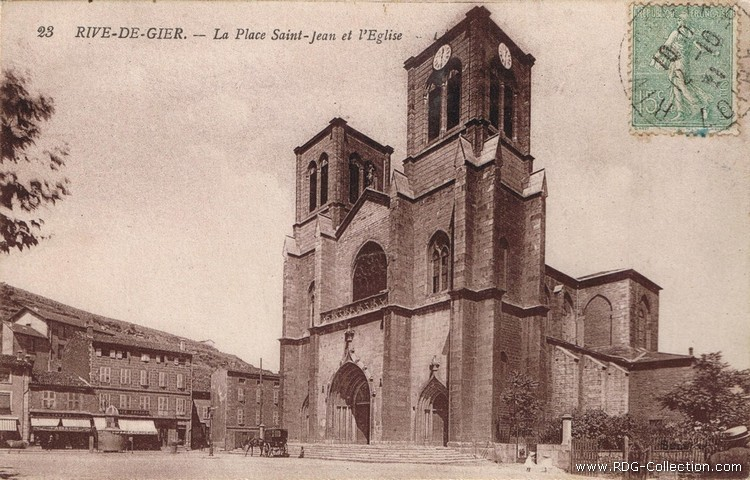
圣若望教堂
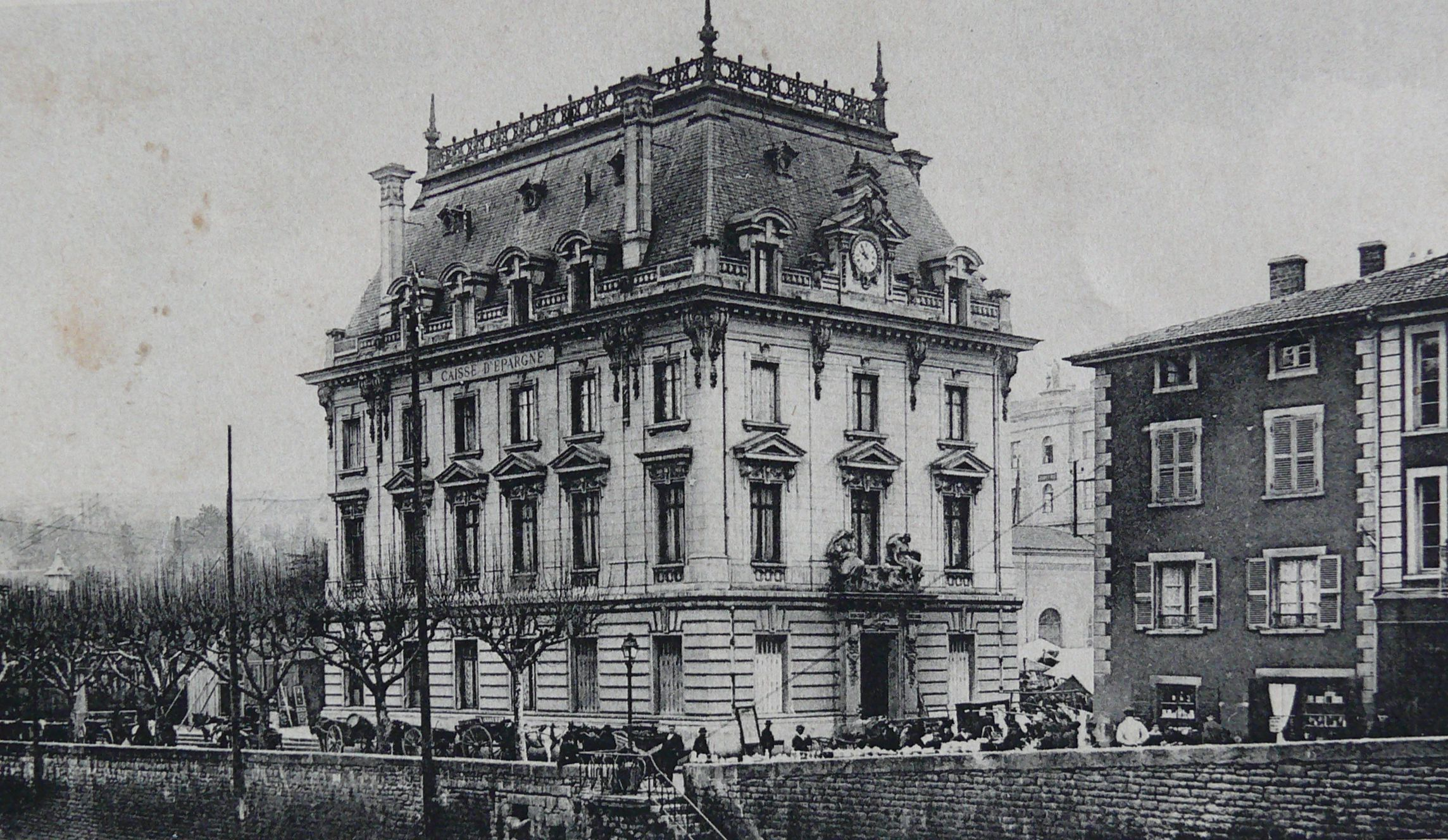
储蓄银行
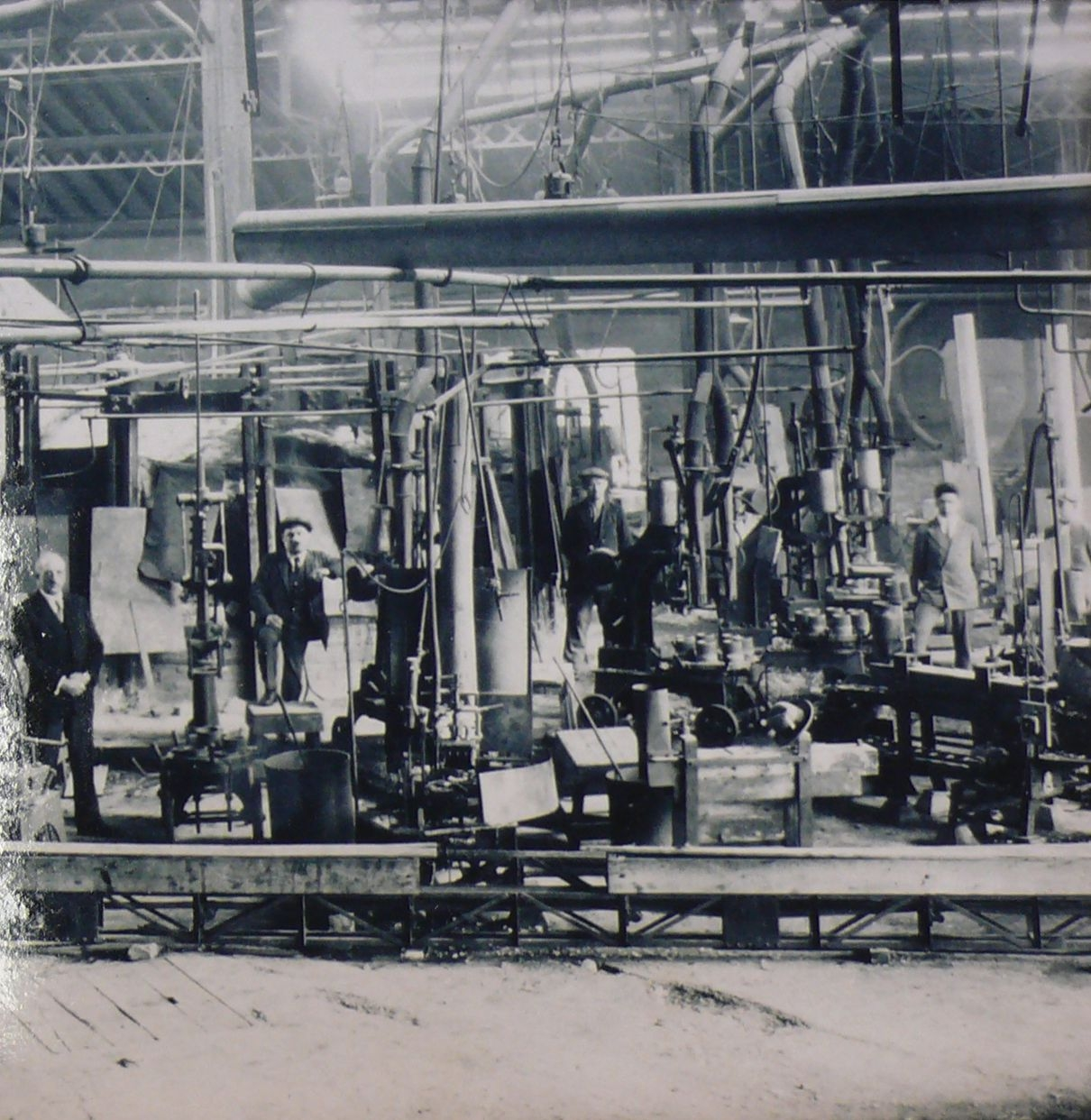
埃曼玻璃厂
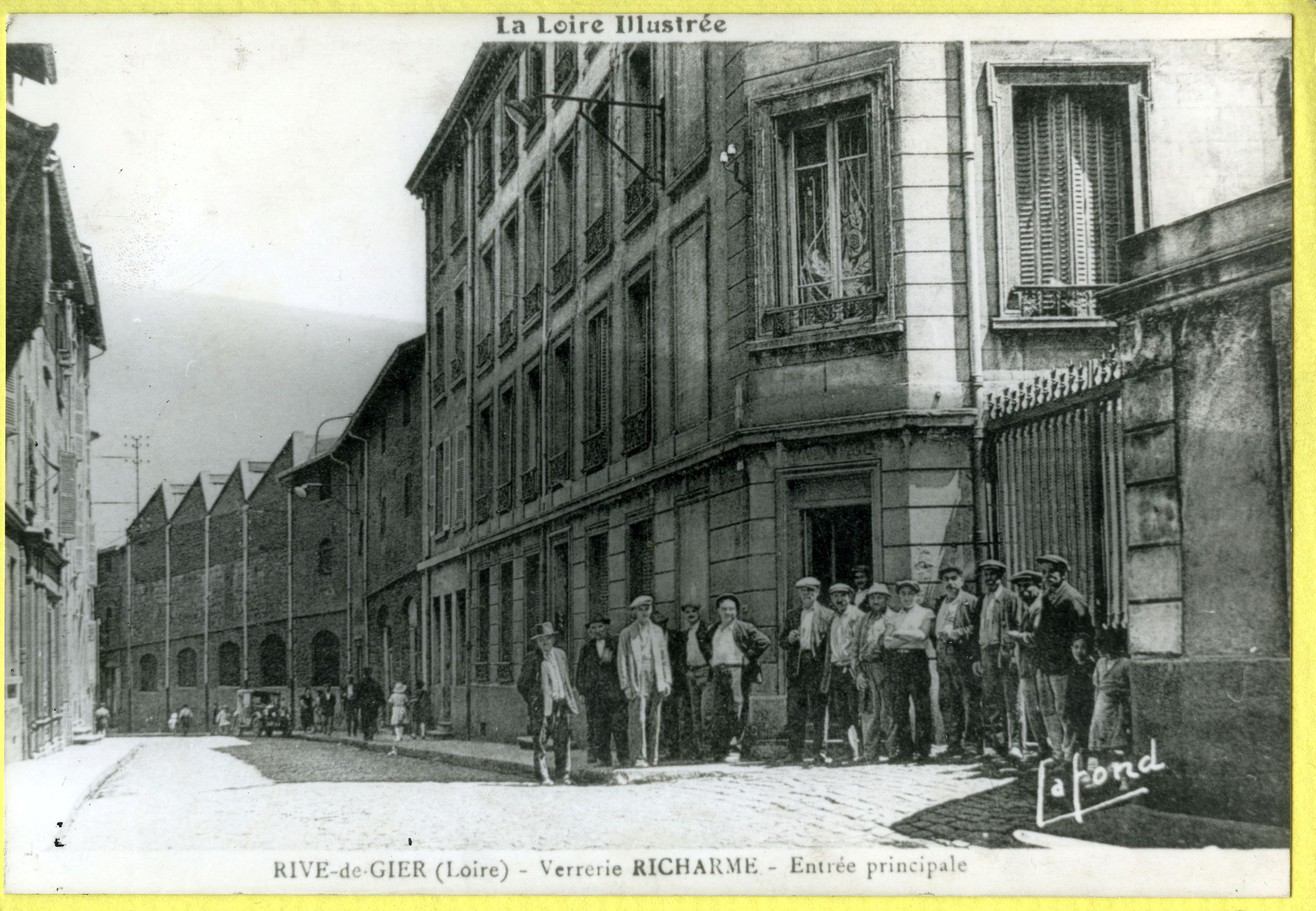
里夏姆玻璃厂
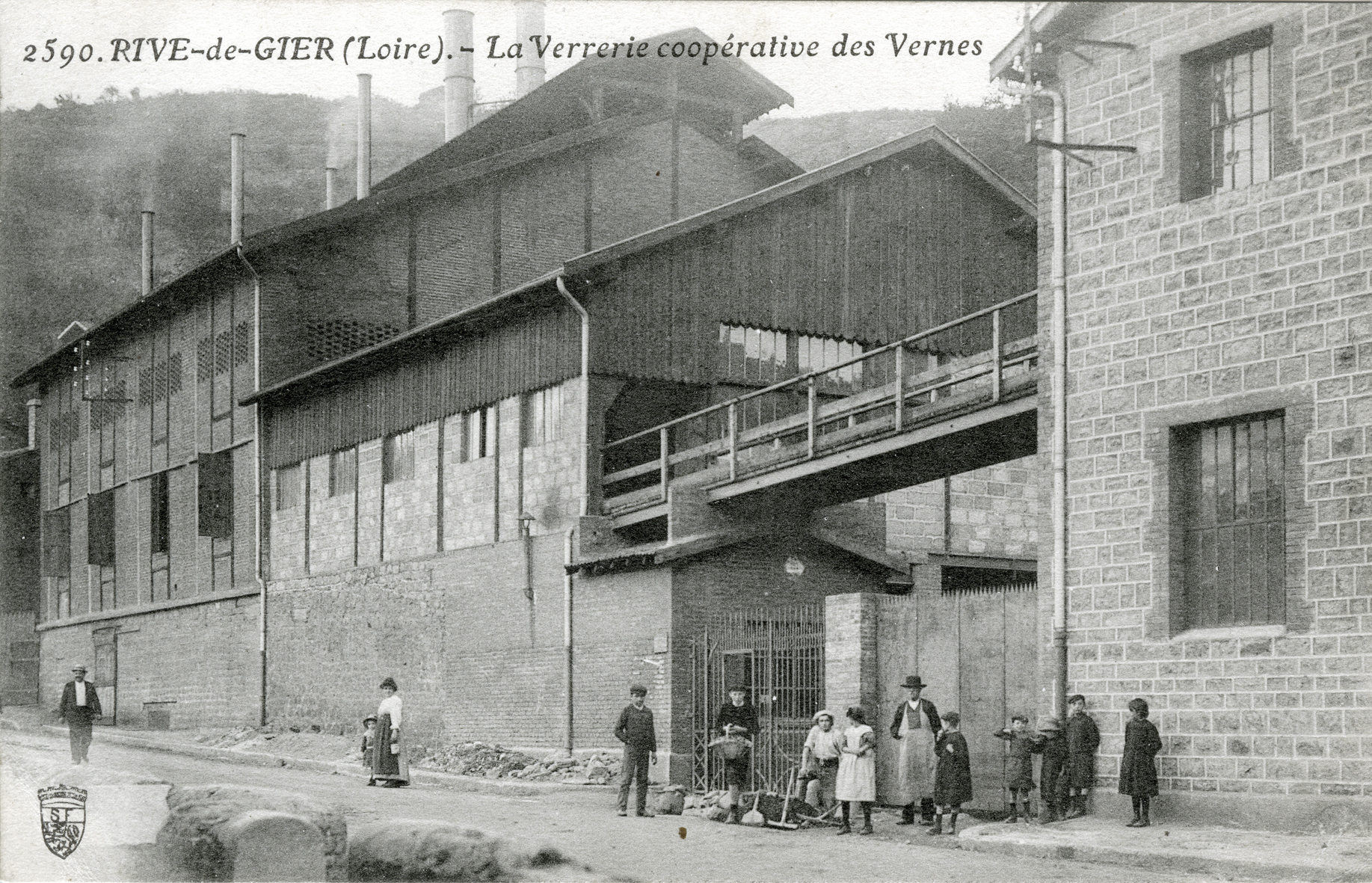
莱韦尔讷玻璃厂
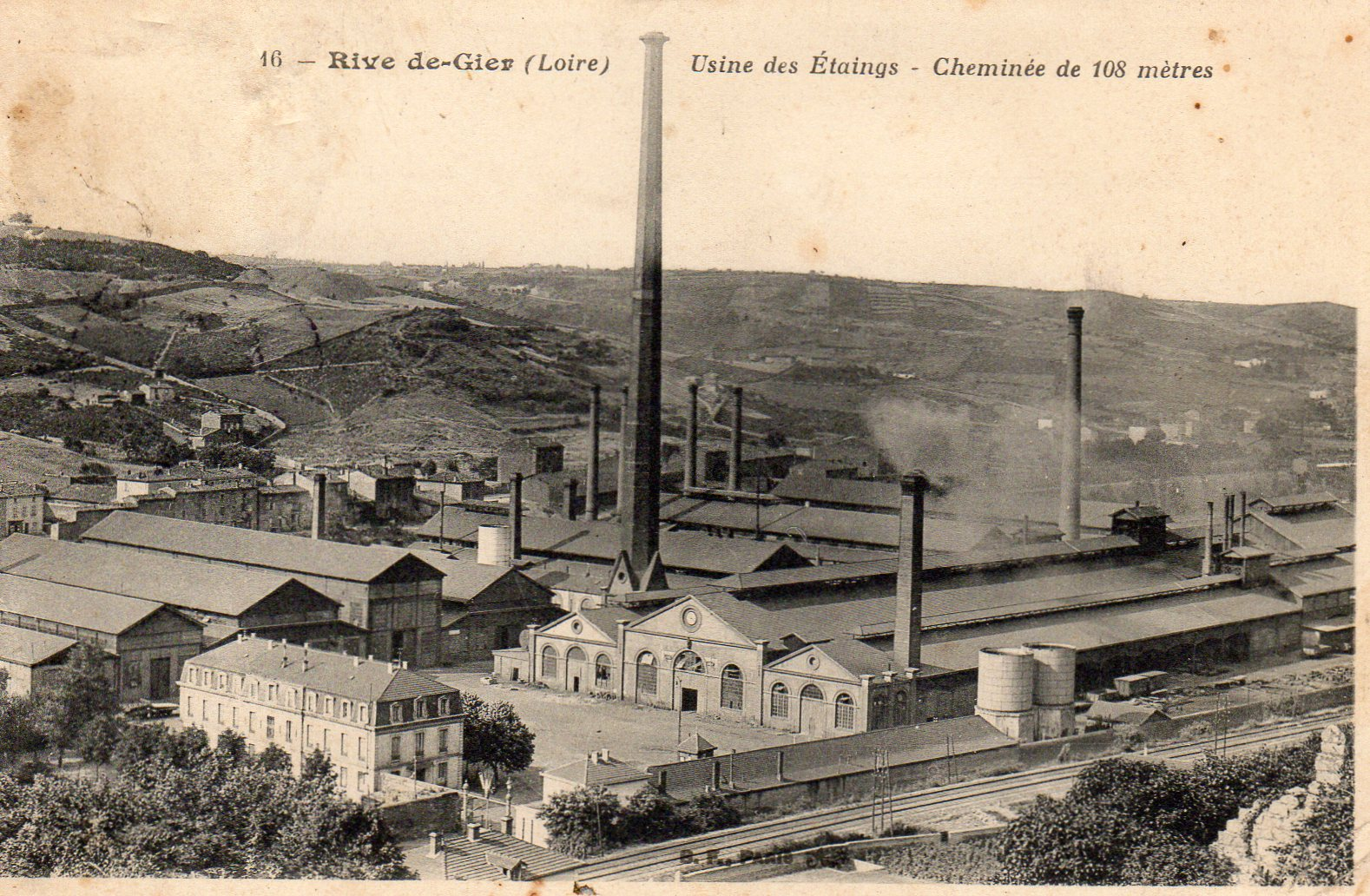
埃坦工厂

### 旅游
里沃德日耶的旅游事务由其所属的公共社区负责。2020年，里沃德日耶境内暂无任何游客接待设施。

### 媒体
法国主要的媒体均可在里沃德日耶接收，法国电视三台下属的奥弗涅-罗讷-阿尔卑斯大区频道在部分时段播出里沃德日耶所属区域的地方新闻。

## 友好城市
截至2021年8月，里沃德日耶暂未建立任何友好城市关系。